# Pseuderemisca gorodkovi
Pseuderemisca gorodkovi là một loài ruồi trong họ Asilidae. Pseuderemisca gorodkovi được Lehr miêu tả năm 1964. Loài này phân bố ở vùng Cổ Bắc giới.